# 非核三原則
非核三原則（）とは、核兵器を「持たず、作らず、持込ませず（持ち込まさず、持ち込ませず）」の三原則を指すもの。
1967年（昭和42年）12月に内閣総理大臣の佐藤栄作によって表明された『核は保有しない、核は製造もしない、核を持ち込まないというこの核に対する三原則』。1964年の中国の核武装を受けて、日本の核武装を主張していたはずの佐藤が1968年1月に国際的な核の脅威に対しては、「日米安全保障条約に基づくアメリカの核抑止力に依存する」と答弁している。背景には当時の一部自民党支持層にもアメリカ管轄下として核兵器の持ち込みが自由にされていると考えられたことで、核兵器が配置されたままでの小笠原諸島や沖縄など返還へ反対意見があったからである。沖縄返還を控えた1971年11月には、非核三原則を守るべきとする衆議院決議が採択され、歴代政権は表向きのみ三原則を堅持する立場を取ってきた。ただし、実態は冷戦下の安全保障の実務においては無いものとされ、非核三原則以降も日本へのアメリカの原潜などの寄港・通過・補給が行われてきた。そのため、日本による核兵器の直接的保持・生産はされていないものの、アメリカの核の傘を利用するため、日本政府のスタンスは1971年以降どの政権も「日本独自の核武装や敵の自国国土侵略時に使用可能な戦術核の共有はしない」「非核三原則を守るのか、国民の命を守るのかという厳しい状況になった時、この判断を時の政権がして、議論自体は縛ってはいけない」という具合になっている。
核共有でアメリカから共有される核兵器は爆撃機で投下するような、自国領土内で起爆させる射程の短い戦術用核兵器であるため、戦略核兵器保有国の核兵器のように距離の離れた他国ヘの報復には使用出来ないので、核抑止力を持たない単なる実用兵器との意見もある。理由として核共有とは、冷戦時のヨーロッパにおける旧ソ連との全面戦争を想定し、通常の実用兵器と同感覚で大量に使用する方針であり、核共有した同盟国の領土への攻撃時に、核の発射判断と責任を核保有国に委ねる仕組みとなっていたからである。1968年7月1日のNPTによって、署名時点で核兵器未保有国家独自の核の保持・製造は禁止されているが、同条約は署名国が「条約に基づく核保有国」と核兵器を共有することは違反ではないため、ドイツやイタリアなどNATO加盟国を中心に締結国も「核の傘」だけでなく「核の共有」を行ってきているが、1950年代後半から1960年代前半にかけて議論された、戦略核共有する多角的核戦力構想（MLF：The Multilateral Force）は頓挫している。MLFは多国間で共有する方法なので、類似制度を日米両国の間で運用しても結局日本領土・領海外への攻撃時には単独の意志で使用することは出来ない。そのため、NPTの第10条1項で「自国の至高の利益を危うくしていると認める場合には、その主権を行使してこの条約から脱退する権利を有する」と核武装の禁止の例外を許可していることから、国際法に従った日本独自の核武装論もある。日本政府も2010年の民主党政権（菅直人政権、外務大臣である岡田克也の国会答弁）、2014年の自民党政権時でも、平時には非核三原則を堅持するものの、有事に国家の存立危機となった場合の日本への同盟国の核の持ち込みには反対しないと表明している。

## 概要
日米安保条約の改定を1960年（昭和35年）に控えた岸内閣の頃から、日本の核政策が議論されるようになった。背景には米ソの冷戦と冷戦時代の核競争による核攻撃の危惧がある。当時も現在も核保有国では、核攻撃に対しては核による反撃能力つまり核抑止力を持つことが国際的に最も有効な回避手段とされており、核武装または核の傘による抑止力を持つことが一般的である。また日米安全保障条約では、アメリカ合衆国に日本防衛の義務は課されているが、アメリカ合衆国は核報復義務条項は存在しない。しかし、後の1964年の中華人民共和国の核武装を受けた、佐藤栄作首相から核武装主張が起きた。日本政府による日本核武装主張を受けて、1965年にアメリカのリンドン・ジョンソン大統領によって、日本防衛のための核の傘提供が約束された。NHKによると、アメリカは佐藤栄作首相の非核三原則表明以降も原潜・核兵器の日本への寄港・配備を要求していた。日本も本音では核兵器を求めていたため、両者同意の下でアメリカの原潜が日本国内で運用されている。。

## 経緯
1954年（昭和29年）、八木秀次議員ほか26名の議員から参議院に原子力国際管理並びに原子兵器禁止に関する決議案が提出された。同年4月5日、同法案は全会一致で可決された。次いで、1955年（昭和30年）12月15日参議院商工委員会での原子力基本法の審議で、中曽根康弘議員が「原子力燃料を人間を殺傷するための武器としては使わない」と答弁して、「核兵器を作らず」の原則について、与野党の合意が形成された。

### 岸信介による答弁
1957年（昭和32年）2月5日の衆議院本会議で、アメリカ軍の原子力部隊構想への政府の対応を問う質問があり、岸信介内閣総理大臣臨時代理・外務大臣は、
と答弁したが、事前協議にどのように対応するかを明確にしてほしいという質問に、2月8日の衆議院予算委員会で、
と答弁して、「核兵器を持ち込まさず」の原則について初めて明確にした。
1957年（昭和32年）5月7日の参議院予算委員会で、内閣総理大臣岸信介は、
と答弁し、「自衛権の範囲内であれば核保有も可能である」という憲法解釈を示しつつ、政策的には「核兵器を持たず」の原則を答弁した。
1957年（昭和32年）5月15日に政府の統一見解として「原水爆を中心とする核兵器は自衛権の範囲に入らないが、将来開発されるものなどをことごとく憲法違反とするのはいきすぎである」と表明。なお、同日、イギリスがクリスマス島で初の水爆実験に成功している。
中華人民共和国による台湾攻撃
1958年（昭和33年）8月23日、中国人民解放軍は台湾の金門守備隊に対し砲撃を開始（金門砲戦）し、第二次台湾海峡危機が勃発する。中共軍は、44日間に50万発もの砲撃を加えた。中華民国側は9月11日に中国との空中戦に勝利し、廈門駅を破壊するなどの反撃を行った。この武力衝突でアメリカは台湾を支持するが、10月6日には中国共産党が「人道的配慮」から金門・馬祖島の封鎖を解除し、一週間の一方的休戦を宣言し、アメリカとの全面戦争を避け、アメリカもダレス国務長官を通じて台湾に対して金門・馬祖島まで撤収のを条件に、援助すると伝えたところ、蔣介石は10月21日からの三日間の会談で、アメリカの提案を受け入れるが、中国大陸反撃を放棄しない旨もアメリカへ伝えた。この中共による台湾攻撃は、原子力潜水艦関連の技術をソ連から供与してもらうことが目的だったとされる。
こうした緊迫する東アジア情勢をうけて、岸は1959年（昭和34年）3月2日の参議院予算委員会でも「防衛用小型核兵器は合憲である」との判断を明らかにした。翌1960年（昭和35年）には、日本国とアメリカ合衆国との間の相互協力及び安全保障条約（新安保条約）が締結されている。

### 部分的核実験禁止条約批准
国際情勢は1962年（昭和37年）のキューバ危機を経て、池田内閣の1963年（昭和38年）8月14日に部分的核実験禁止条約に調印、翌1964年（昭和39年）6月15日に批准した。

### 中国の核武装開始と日本の核武装構想・アメリカの核の傘獲得
しかし、中華人民共和国は1964年（昭和39年）6月29日、東風2号Aの発射試験が成功。続いて7月19日、観測ロケットT-7A (S1)の打ち上げと回収に成功。そして1964年10月16日、初の中国核兵器（コードネーム596）が核爆発に成功し、中国の最初の原爆実験となった（596参照）。同10月27日には、核弾頭を装備した東風2号Aミサイルが酒泉より発射され、20キロトンの核弾頭がロプノールの標的上空569mで爆発した。
この中国の核実験の成功を受けて、佐藤栄作は日本の核武装の必要性を認識し、1964年12月29日のライシャワー駐日大使との会談で、日本の核武装論について言及した。翌年の日米首脳会談で、リンドン・ジョンソン大統領は日本の核武装に反対しながらも会談後に発表された日米共同声明では「米国が外部からのいかなる武力攻撃に対しても日本を防衛するという安保条約に基づく誓約を遵守する決意であることを再確認する」と公約された。こうした佐藤総理の交渉について春名幹男は、日本核武装論でアメリカ側を驚かせ、核の傘を得る戦略で成功した、と指摘している。

### 非核三原則の表明
こうしたなか1967年（昭和42年）12月8日の衆議院本会議で、公明党の竹入義勝議員が「（アメリカ合衆国からの）小笠原の返還にあたって、製造せず、装備せず、持ち込まずの非核三原則を明確にし得るかいなか、見通しを伺いたい」と質問したのが、国会議事録に非核三原則という言葉が載った最初である。
1967年（昭和42年）12月11日の衆議院予算委員会において日本社会党委員長の成田知巳が、アメリカ合衆国から返還の決まった小笠原諸島へ核兵器を再び持ち込むことへの可能性について政府に対して質問した際、佐藤栄作内閣総理大臣が、日本は「核兵器を持たず、作らず、持ち込ませず」という非核三原則を主張するということを示した。

### 佐藤栄作総理による施政方針演説
1968年（昭和43年）1月30日の施政方針演説においても佐藤総理は、この三原則を含めた核政策の4本柱を表明（非核三原則、核廃絶・核軍縮、米への核抑止力依存、核エネルギーの平和利用）した。その後、返還後の沖縄においても非核三原則が適用されるのかという問題に関して三木武夫外務大臣は当然適用されると主張したのに対し、返還交渉がこじれる事を危惧した佐藤栄作が三木発言を非難するなどの紆余曲折があった。
なお、当時の世論調査では非核三原則に賛成する意見はほとんど見受けられなかった。
1960年代末から1970年代にかけて米ソデタント（緊張緩和）となる。

### 沖縄返還協定の付帯決議
1971年（昭和46年）11月24日、佐藤栄作は最終的に非核三原則を沖縄にも適用させるべきと決断し、衆議院で沖縄返還協定の付帯決議として「非核兵器ならびに沖縄米軍基地縮小に関する決議」を議決した。非核三原則を国是とすることにあたり、核の脅威に対してはアメリカの核抑止力に依存すると1972年（昭和47年）10月9日に閣議決定した。
非核三原則を示したことによって1974年（昭和49年）に、佐藤栄作はノーベル平和賞を受賞した。受賞理由と佐藤の実態との乖離から、ノーベル平和委員会が発行した記念誌の執筆者の一人であるオイビン・ステネルセンは「佐藤氏を選んだことはノーベル委員会が犯した最大の誤り」とのちに見解を述べた。
2009年（平成21年）になって沖縄に核兵器が持ち込まれていた事実が明らかになった。

### 核拡散防止条約批准の際の附帯決議
1976年（昭和51年）4月27日に衆議院外務委員会で核拡散防止条約 (NPT) 採決後に、
という項目を含む附帯決議をした。参議院外務委員会においても5月21日に、
という項目を含む附帯決議を同様に決議した。「持ち込まさず」と「持ち込ませず」の2通りの表現が使われている。

### 国是決議
1978年（昭和53年）5月23日に衆議院で、第1回国際連合軍縮特別総会に関して、「非核三原則を国是として堅持する我が国」という表現を含む決議を採択した。また、同様の表現を含む国会の決議は、核軍縮に関する衆議院外務委員会決議（1981年6月5日）、第2回国際連合軍縮特別総会に関する衆議院本会議決議（1982年5月27日）及び参議院本会議決議（1982年5月28日）でされている。

## 法的位置づけ
「核兵器を持たず、作らず」の日本独自の核兵器の保有・製造に関する2項目については、1955年（昭和30年）に締結された日米原子力協力協定や、それを受けた国内法の原子力基本法および、国際原子力機関（IAEA）、核拡散防止条約（NPT）等の批准で法的に禁止されている。
非核三原則は国会決議ではあるが法律や条約ではないため、非核三原則の一つである「核兵器を持ち込ませず」には法的な拘束力はないとされている。反核団体からは「核兵器を持ち込ませず」についても法制化をすべきと主張されている。

### 非核四原則
2016年3月31日、アントニオ猪木は参議院外交防衛委員会の質疑で、2015年の安保法見直し議論の中で中谷元防衛大臣が「自衛隊による核兵器の輸送も法文上排除していない」との発言を「日本の非核三原則が軽んじられている」と批判したうえで、非核三原則に核兵器を「運ばず」の条文を加えた「非核四原則」の法整備を政府に求めた。水嶋光一外務大臣官房審議官は、「核兵器を輸送しないとの考えは、非核三原則の趣旨、精神に沿ったもの」との認識を示したが、法整備をしてこなかった理由を以下のように述べ、非核四原則の法整備の考えが安倍内閣に無いとの認識を示した。

## 歴代内閣
佐藤内閣以降の歴代の内閣総理大臣は施政方針演説等において、この三原則を遵守することを表明している。これは非自民首相であった細川護熙、羽田孜、村山富市も三原則の遵守を表明していた。
2002年（平成14年）5月30日、福田康夫内閣官房長官がオフレコとして「非核三原則は、国際情勢が変化したり、国民世論が変化したり、国民世論が核をもつべきだとなれば、変わることがあるかもしれない」「核兵器は理屈から言って持てる」「政策判断として持つのはやめるというのが非核三原則」という日本国防衛上正当とされるが、歴代内閣の流れを覆すかの様な発言をして物議を醸した。このとき石原慎太郎が激励の電話を入れた上で『諸君!』1970年10月号に載せた論評「非核の神話は消えた」の全文コピーを送っている。
2009年（平成21年）9月に鳩山由紀夫内閣は過去の核の持ち込みに関する調査をし、2010年（平成22年）3月に公表した（日米核持ち込み問題）。
安倍内閣施政下の2016年、非核三原則に対する認識を質した民進党の横路孝弘衆議院議員の質問に、大臣就任前に「日本独自の核保有を国家戦略として検討すべきである」との核保有論を主張していた稲田朋美は以下のように答弁した。

## 特定海域・領海の自己制限
日本政府ら国際海洋法による非核三原則適応不可配慮のため、特定海域を5つ設定し、領海の意図的縮小を行っている。領海を12海里とする主張が世界的に優位になったことを受け、日本は1977年（昭和52年）に領海法を制定し、これまでの3海里の幅の領海を12海里に拡張した。この立法趣旨に従えば5海峡（宗谷海峡、津軽海峡、対馬海峡東水道、同西水道、大隅海峡）は領海が12海里になるはずだが、この5海峡にかぎって3海里に留められている。その理由は非核三原則にあるという証言が元外務事務次官により共同通信になされている。仮に、この5海峡の領海幅を3海里から12海里にしてしまうと、5海峡は完全に日本の領海になる。一方、国際法（海洋法条約38条2）では、国際海峡における外国の船舶及び航空機の通過通航権が認められている（それは核兵器を搭載した外国の軍艦あるいは軍用機であっても同じである）。とすると、核兵器を搭載した外国の軍艦が当該海峡を通過する場合、日本は国際法上、軍艦の通過は拒否できず、結果として領海内に核兵器が持ち込まれたこととなり、非核三原則の「持ち込ませず」の原則を堅持できなくなるのである。そこで、海峡上に領海に含まれない海域を残し、核兵器を搭載した軍艦をこの海域上を通航させることによって、こういった事態に対処しようとした。　
2021年10月、日本と軍事的に対立関係にある中国やロシアの軍艦が本州と北海道の間にある津軽海峡を堂々と通過した。神戸新聞はこれを疑問に思った人々に対して、津軽海峡は日本政府が非核三原則のために特定海域と設定し、その中央部分を公海としているため、中露海軍の航行は国際法上問題なくなってしまっていると報道している。領海の場合、外国籍の軍艦は安全や秩序を害さない限り、他国の領海を航行することが可能なのだが、公海となっているため有害的な通行も可能になってしまっている。
中・ロシアによる日本周辺での牽制が今後も続くため、日本国民は海洋覇権で想起されがちな南西諸島以南だけでなく、本土周辺にも大きな関心をむけた方が良いと警告している。

## 実態・佐藤首相の本音
- 1967年に非核三原則を表明した佐藤栄作は、1969年（昭和44年）1月14日付で米国政府に送った公電で「非核三原則はナンセンスだ」と発言したことが、アメリカの公文書から明らかになっている[30]。
- 「核の持たず、つくらず」は堅持した上で「核の持ち込み」については日本の領土に配置を認めないが、日本の領海において寄港や通航を認めることを「非核二・五原則」と表現させることがある[31]。
- そもそも「核兵器の持ち込み」の定義については、日米間に相違があり、さまざまな混乱の元であるとされている（詳細は日米核持ち込み問題#日米間における定義の違いを参照）。

## ウクライナの非核三原則
ウクライナは、1990年（平成2年）7月16日に最高議会が採決した「ウクライナ主権宣言」の中で「核兵器を受け入れない、作らない、手に入れないという非核三原則 (ウクライナ語: трьох неядерних принципів:  не приймати, не виробляти і не набувати ядерної зброї, 英語: three nuclear free principles: to accept, to produce and to purchase no nuclear weapons)」を謳っている（ただし、在ウクライナ日本国大使館では「核兵器を使用せず、生産せず、保有しないという非核三原則」としている）。日本以外で非核三原則を発表した国はウクライナのみである。
当時、ウクライナ国内にはソ連の核兵器が大量に配備されていたが、1991年（平成3年）10月24日の「非核化に関する最高議会声明」、1992年（平成4年）5月23日のSTARTI附属議定書（リスボン議定書）を経て、1996年（平成8年）までにはそれらを全てロシアに移送し非核を実現した。